# Erving Joe Botaka-Ioboma
Erving Joe Botaka-Ioboma (tiếng Nga: Эрвинг Джо Ботака-Иобома; sinh ngày 5 tháng 10 năm 1998) là một cầu thủ bóng đá người Nga gốc Congo. Anh thi đấu cho câu lạc bộ con của Lokomotiv Moskva FC Kazanka Moskva.

## Sự nghiệp câu lạc bộ
Anh có màn ra mắt tại Giải bóng đá chuyên nghiệp quốc gia Nga cho FC Solyaris Moskva vào ngày 20 tháng 7 năm 2016 trong trận đấu với FSK Dolgoprudny.